# 大花角蟾
大花角蟾（学名：Megophrys giganticus）为角蟾科角蟾属的两栖动物，俗名老阿阿，是中国的特有物种。分布于云南等地，一般栖息于山溪缓流石下。其生存的海拔范围为1400至2100米。该物种的模式产地在云南景东无量山。

## 保护
本种于2023年被收录入《有重要生态、科学、社会价值的陆生野生动物名录》。